# Həsən bəy Zərdabi

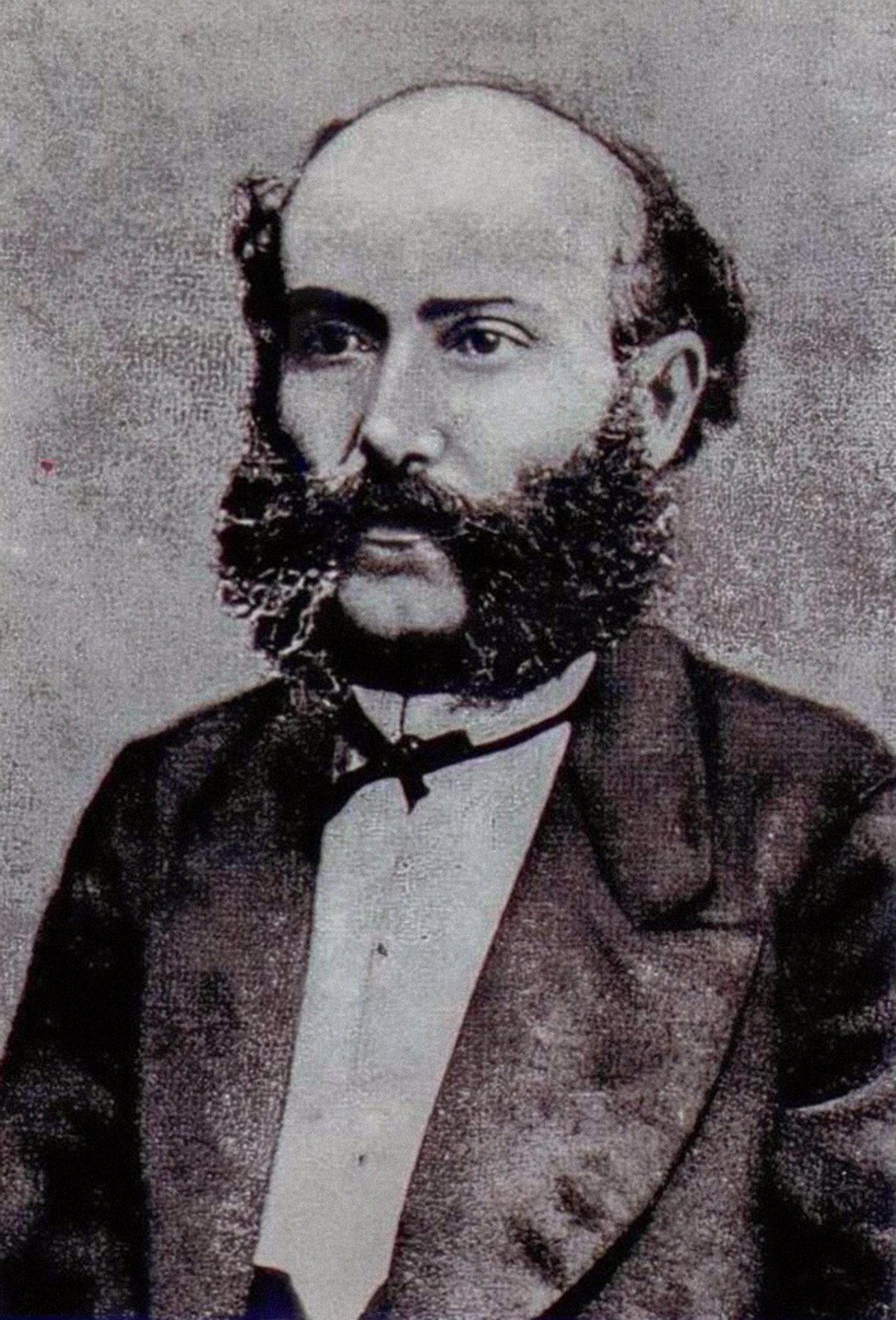
Həsən bəy Zərdabi

Həsən bəy Səlim bəy oğlu Məlikov, genannt Zərdabi (eingedeutscht Häsän bäj Särdabi; * 28. Juni 1842 in Zərdab, Gouvernement Baku, Russisches Kaiserreich; † 28. November 1907 in Baku, Russisches Kaiserreich) war ein aserbaidschanischer Publizist und einer der bedeutendsten Intellektuellen Aserbaidschans Ende des 19. und Anfang des 20. Jahrhunderts. Mit der Gründung der Zeitung Əkinçi („Äkintschi“, Ackerbauer) gilt er als Pionier des modernen aserbaidschanischen Journalismus.

## Werdegang
Zərdabi erwarb seine Grundschulausbildung in einer Madrasa in seiner Geburtsstadt und lernte dort Persisch und Arabisch. Nach bestandener Prüfung wurde er im Jahr 1852 in die städtische Schule von Şamaxı (Schamachi) aufgenommen. Auf Empfehlung des Kuratoriums des kaukasischen Bildungsbezirks bekam er 1859 wegen hervorragender Schulleistungen einen Platz in der 5. Klasse des 1. städtischen Gymnasiums von Tiflis. Hier zeigte sich Zərdabi als talentierter Schüler und wurde nur zwei Jahre später auf Staatskosten an die Lomonossow-Universität Moskau entsandt, wo er sich ohne Aufnahmeprüfung in die Fakultät für Physik und Mathematik einschreiben ließ.
Nach seinem Studium kehrte Zərdabi nach Aserbaidschan zurück und arbeitete zunächst in einer Provinzkanzlei von Baku. Danach bekam er eine Stelle als Sekretär eines Amtsgerichts in Quba. Doch hier geriet er in Konflikt mit zaristischen Offizieren und örtlichen Beys. Im März 1868 überlebte er knapp einen Attentatsversuch. Nach diesem Vorfall zog Zərdabi wieder nach Baku und nahm eine Lehrtätigkeit in einem Realgymnasium auf. 1872 gründete er einen gemeinnützigen Verein zur Unterstützung der Studenten aus armen Familien und zur generellen Förderung der Bildung in Aserbaidschan.
1873 organisierte Zərdabi zusammen mit seinem Schüler Nəcəf bəy Vəzirov die Uraufführung des Theaterstücks Hacı Qara (Hadschi Kara) des Dramatikers Mirzə Fətəli Axundov.

## Əkinçi

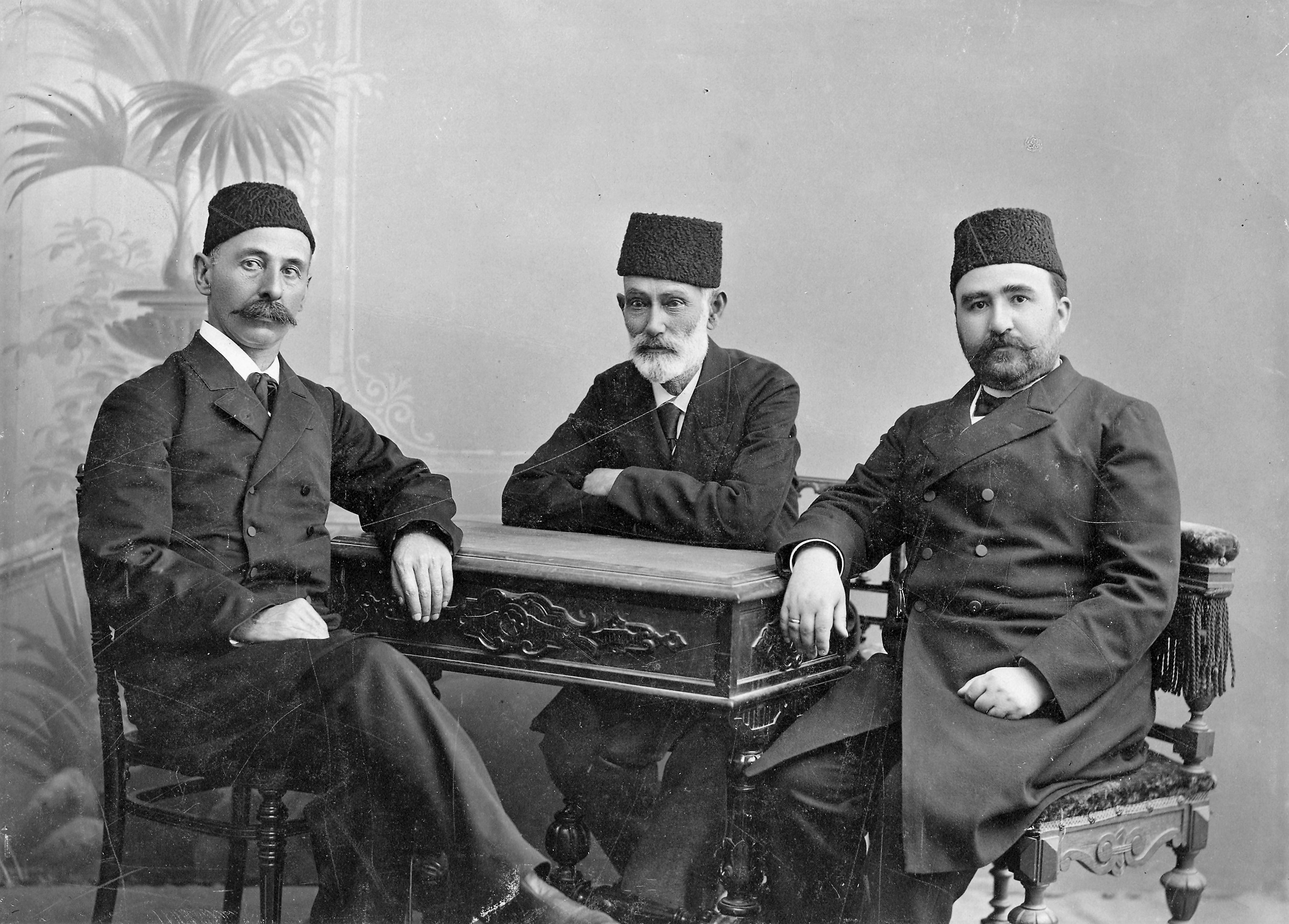
Həsən bəy Zərdabi (in der Mitte) mit İsmail Gasprinski (links) und Əlimərdan bəy Topçubaşov (rechts)

In die Geschichte Aserbaidschans ging Zərdabi als Herausgeber der ersten aserbaidschanischen Zeitung Əkinçi (Äkintschi) ein. Nachdem er mehrere bürokratische Hürden überwunden und die notwendige Druckausrüstung aus Istanbul beschaffen hatte, erschien am 22. Juli 1875 die erste Ausgabe der Zeitung, die zweimal im Monat und mit einer Auflage von 300 bis 400 Exemplaren publiziert wurde. Sie war somit das erste türkisch-aserbaidschanischsprachige Blatt im Russischen Kaiserreich. Doch aufgrund finanzieller Engpässe, die vor allem auf den Rückgang der Abonnentenzahl zurückzuführen war, konnte die Publikation nicht lange fortgesetzt werden. Nach 56 Ausgaben musste die Zeitung im September 1877 schließen.
Ab 1880 lebte Zərdabi in seiner Geburtsstadt Zərdab und widmete sich verschiedenen Lern- und Bildungsinitiativen unter der Bevölkerung.
Nach der Russischen Revolution 1905 kam es zur Wiederbelebung der publizistischen und öffentlichen Aktivitäten von Zərdabi. Er saß als Abgeordneter in der Stadtduma von Baku und wurde zum Reporter der progressiven Zeitung Həyat („Leben“). In seinen Artikeln forderte er die kulturelle Vereinigung aller Muslime in Russland und Etablierung einer einheitlichen türkischen Sprache, die den Fortschritt und die soziale Entwicklung sichern sollte. Er stellte sich gegen die Tradition der persischen und arabischen Schrift, die nach seiner Ansicht durch den machthungrigen muslimischen Klerus missbraucht wurde, um den Reaktionismus und Konservatismus zu propagieren.
Im Frühjahr 1906 verschlechterte sich der Gesundheitszustand von Zərdabi plötzlich. Er begann, an Sklerose zu leiden. Noch im selben Jahr erlitt er einen Schlaganfall und starb im darauffolgenden Jahr an dessen Folgen.

## Andenken
Nach Zərdabi sind mehrere Straßen und Alleen in Aserbaidschan benannt. Die Staatliche Universität Gəncə trägt seinen Namen.